# Konstantin Reinfeld

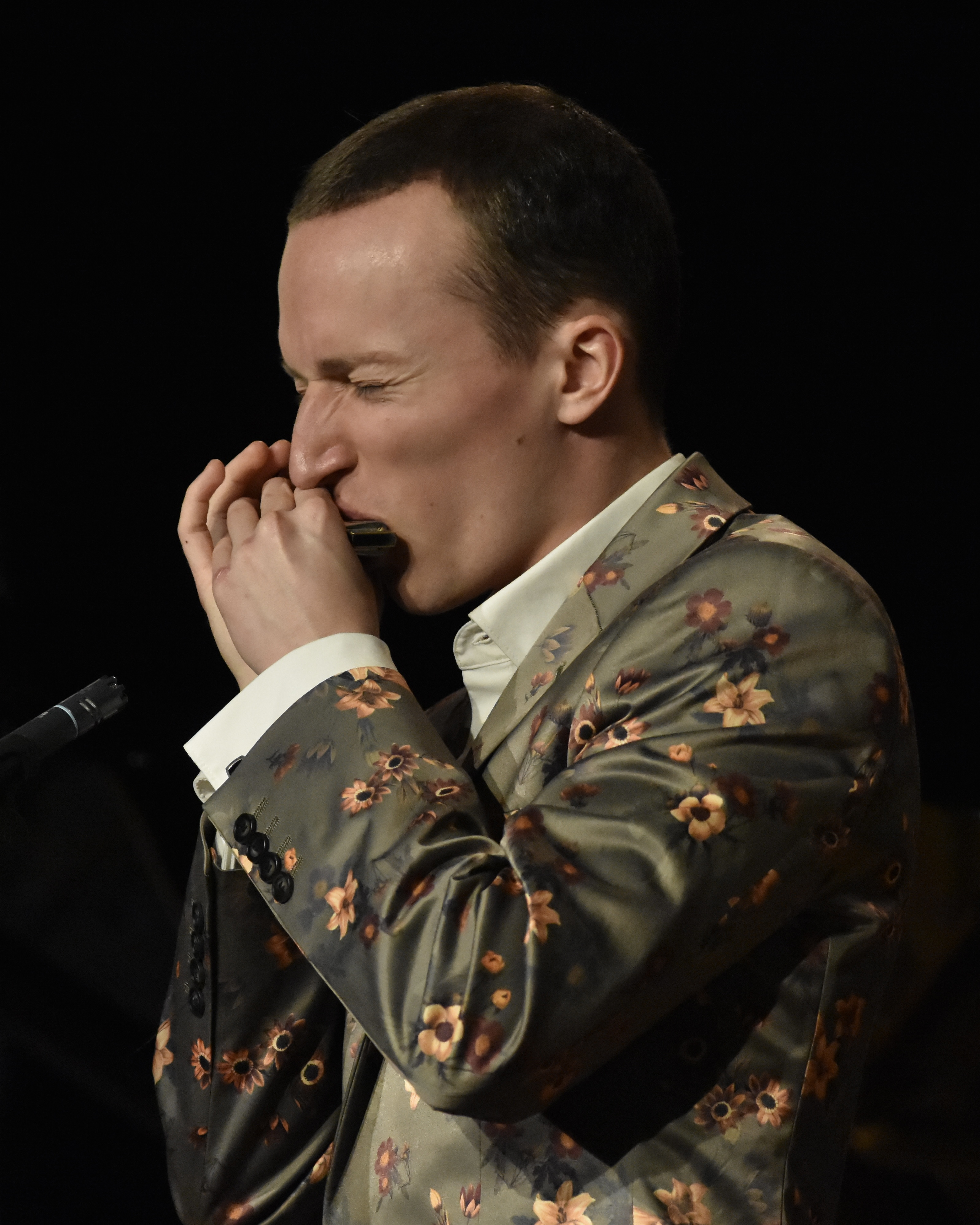
Konstantin Reinfeld (2022)

Konstantin Reinfeld (* 25. Dezember 1995 in Kempen) ist ein deutscher Mundharmonikaspieler, Musikproduzent und Komponist.

## Karriere
Reinfeld erhielt inspiriert durch die TV-Auftritte von Michael Hirte im Alter von 13 Jahren seine erste Mundharmonika. Nach einer autodidaktischen Lernphase nahm er Unterricht bei renommierten Musikern wie Carlos del Junco, Dennis Gruenling, Mariano Massolo und Howard Levy. Schnell beherrschte er das chromatische Spielen auf der diatonischen Mundharmonika mittels Überblastechnik.
Auf Einladung von Steve Baker nahm Reinfeld 2010 erstmals als Stipendiat an den Harmonica Masters Workshops in Trossingen teil, wo er von Hohner als jüngster Endorser aufgenommen wurde. 2013 veröffentlichte er sein erstes Album Mr. Quilento. Er spielte auf namhaften Festivals wie dem Jazz Festival Viersen, der Düsseldorfer Jazz-Rally, dem Seoul International Harmonica Festival und dem Asia Pacific Harmonica Festival. Noch im selben Jahr wurde er als Solist beim World Harmonica Festival in Trossingen engagiert.
Nach seinem Abitur am Gymnasium Thomaeum begann Reinfeld 2014 sein Musikstudium an der Hochschule für Musik und Tanz Köln, wo ihn Hendrik Soll, Sebastian Sternal, Bruno Müller, Niels Klein und Anette von Eichel unterrichteten. Im selben Jahr gewann er als erster Mundharmonikaspieler den 1. Preis und den DEW21 Förderpreis bei Jugend jazzt. Er trat auch als Gastsolist mit dem JugendJazzOrchester NRW auf und arbeitete mit dem Museum für Kunst und Gewerbe sowie der Hochschule für Musik und Theater Hamburg zusammen.
Sein zweites Album, benannt nach dem Doppelstern Algiedi, wurde Ende 2015 von Mons Records veröffentlicht; laut der Fachzeitschrift Jazz Podium bewies er sich dort als „neuer Mundharmonika-Virtuose in der Jazzwelt“. 2016 wurde er von der Neuen Philharmonie Westfalen als Solist für die Ruhrfestspiele engagiert. Es folgten Engagements mit der Staatskapelle Weimar, dem Philharmonischen Orchester Bremerhaven, den Lüneburger Symphonikern, der Badische Staatskapelle Karlsruhe, der Big Band der Deutschen Oper Berlin der NDR Radiophilharmonie, dem WDR Funkhausorchester und der Nordwestdeutschen Philharmonie.
Im Jahr 2017 debütierte Reinfeld mit dem Pianisten Benyamin Nuss im Duo. Ein Jahr später, 2018, veröffentlichte er zusammen mit Christoph Spangenberg das Album Reinberg: Old Friend, welches Werke von Toots Thielemans enthält. Im Jahr 2019 wurde Reinfeld mit dem Opus Klassik in der Kategorie Nachwuchskünstler Instrumental ausgezeichnet.
Seit 2020 arbeitet Reinfeld regelmäßig mit dem Sänger Marc Marshall zusammen. Im Rahmen dieser Projekte stand er u. a. mit Nathan East, Ack van Rooyen, Lisa Bassenge, Bruno Müller, Simon Oslender, Martin Gjakonovski, Guido May, Ralf Bauer, Markus Gahlen, Alexandra Kamp, Okka von der Damerau, Matti Klein, Tobias Weidinger, Moritz Müller, Claus Fischer, Christine Urspruch, Christina Bock, Alma Naidu, Jakob Bänsch und Alexander Parzhuber auf der Bühne. Zudem trat er mit Stefan Gwildis, den Ohrbooten, Joscho Stephan und China Moses auf.
Auf der Expo 2020 in Dubai waren Konstantin Reinfeld & Benyamin Nuss Teil des kulturellen Programms im Deutschen Pavillon.
2021 schloss Konstantin Reinfeld sein Masterstudium mit dem Schwerpunkt Musikproduktion an der HfMT Hamburg ab. Während seines Studiums erhielt er Unterricht von Vladyslav Sendecki und Howard Levy.
2022 begann die „Chamber Symphonies“-Tour, bei der Reinfeld zusammen mit Benyamin Nuss und dem Detmolder Kammerorchester unter der Leitung von Wolf Kerschek und David Niemann neue Werke für Mundharmonika, Klavier und Kammerorchester aufführte. Im Rahmen der Tour erfolgten deutschlandweite Schulbesuche in Zusammenarbeit mit Rhapsody in School.
2024 erschien Reinfelds erstes Mundharmonika-Lehrbuch Do-It-Yourself Harmonica: The Best Step-by-Step Guide to Start Playing beim amerikanischen Musikverlag Hal Leonard, ergänzt durch Gitarren-Aufnahmen von Hanno Busch.

## Diskographie (Auswahl)
- Mr. Quilento (2013)
- Algiedi (2015)
- Konstantin Reinfeld feat. CAS, Get Up Again (2018)
- REINBERG, Old Friend (2018)
- Konstantin Reinfeld & Benyamin Nuss, Debut (2018)
- Konstantin Reinfeld feat. C-Mart, Best I Know (2023)
- Konstantin Reinfeld & Benyamin Nuss, Merry Harmonica (2024)

## Preise und Auszeichnungen
- 1. Preis SummerJazz Pinneberg (2013)
- 1. Preis Jugend jazzt & DEW Förderpreis (2014)
- Opus Klassik als Nachwuchskünstler Instrumental (2019)